# Estádio Bento Mendes de Freitas
O Estádio Bento Mendes de Freitas, ou simplesmente Bento Freitas, também chamado de Baixada e de Caldeirão, é um estádio de futebol da cidade de Pelotas no estado do Rio Grande do Sul, Brasil, de propriedade do Grêmio Esportivo Brasil. Com capacidade atual de 18.000 torcedores (devido a obra de ampliação de sua capacidade), será um dos maiores estádios do Rio Grande do Sul.
O nome oficial, Estádio Bento Freitas, é uma homenagem ao presidente na época da construção o senhor Bento Mendes de Freitas.
Recebeu como maior público a partida entre Brasil e Flamengo. Observado por mais de 22 mil pessoas, a partida vencida pelo Xavante pelo placar de 2x0, que garantiu ao clube pelotense a vaga nas semifinais do Brasileirão de 1985 e a melhor colocação de um clube do Interior Gaúcho na Série A, com a 3ª colocação, foi a que que recebeu mais público na história do estádio.

## História
Inicialmente, o clube Brasil não possuía estádio de futebol, construindo após cinco anos de existência um Pavilhão Social intitulado "Praça de Esportes", no bairro Simões Lopes em Pelotas. O primeiro local destinado ao futebol construído pelo Brasil comportava mil torcedores nas arquibancadas, bem como possuía copa, secretaria, rouparia, departamento médico e vestiários para o time mandante.
O primeiro local sofreu diversas mudanças estruturais conforme as necessidades do clube, mas aos poucos não mais supria as necessidades do futebol Xavante. por tal motivo foi planejado um novo estádio, capaz de comportar um maior número de torcedores e propiciar uma estrutura mais moderna ao futebol do clube na época um dos principais clubes do futebol gaúcho.
O Estádio Bento Freitas foi inaugurado em 23 de Maio de 1943, no amistoso entre a equipe do Brasil e o Grêmio Esportivo Força Luz, de Porto Alegre, uma partida com estádio lotado onde a derrota para o clube porto-alegrense pelo placar de 2 a 3 não foi capaz de ofuscar a alegria dos torcedores com a nova casa, conforme relatos do jornal Diário Popular, de Pelotas.
O nome do estádio, também conhecido como Baixada, é uma homenagem ao presidente do clube de 1939 a 1941, Bento Freitas, idealizador do projeto da Baixada, que mesmo após muita desconfiança, conseguiu inaugurar o estádio, sendo homenageado com um título honorífico e seu nome gravado no estádio. Nascido em Portugal, na cidade de São Lourenço de Sande, o ex-dirigente Xavante morreu em Pelotas, no dia 29 de abril de 1956.
Durante o Campeonato Brasileiro de Futebol de 1985, em 18 de julho  de 1985, o Estádio Bento Freitas recebeu seu maior público registrado até os dias de hoje, com 22 mil torcedores, 16.498 pagantes e uma renda de renda de 126 milhões de cruzeiros. O jogo foi contra o Flamengo treinado por Zagallo, que tinha no elenco Andrade, Bebeto e Zico, mesmo com o indiscutível favoritismo, o Brasil venceu a partida por 2 a 0 em partida com transmissão ao vivo para todo o país.
Nos últimos anos diversas ações, tanto da torcida como das diretorias Xavantes, têm buscado melhorias no estádio para melhor atender os torcedores, com arrecadação de valores e materiais visando a modernização do espaço. Ainda em 2014, o conselho do clube aprovou a adoção de medidas visando novas melhorias ao estádio.

## Queda e reconstrução do Bento Freitas
No início de 2015, no jogo de estreia do Brasil de Pelotas na Copa do Brasil contra a equipe do Flamengo, uma parte da arquibancada situada atrás da trave localizada à direita das cabines de rádio e televisão, cedeu. O estádio estava praticamente lotado e 2 crianças se machucaram levemente.
Por este fato, o Brasil acaba por derrubar boa parte das arquibancadas (sul, norte e leste) e começa um planejamento de reconstrução total do estádio em parceria firmada com a empresa Porto 5.
O clube cria o site "Novo Bento Freitas" para demonstrar o projeto do novo estádio, onde ao final de todas as etapas da reconstrução o estádio passará a contar com mais de 20 mil lugares.
Após dificuldades com liberações burocráticas, enfim, em 2016 é iniciada a construção das novas arquibancadas do Estádio Bento Freitas e no final do ano, em 5 de novembro de 2016 na vitória do Brasil contra o Vasco por 2x1 pela Série B do Campeonato Brasileiro, é inaugurado o primeiro módulo de arquibancadas do novo Bento Freitas, justamente no mesmo setor onde a antiga arquibancada havia cedido, deixando assim, o estádio com capacidade temporária de 13.500 lugares.
Após a entrega da nova arquibancada no setor sul do Bento Freitas, em 2017 chega a vez da arquibancada norte, atrás da outra trave. O Brasil retira as arquibancadas móveis deste setor, diminuindo novamente a capacidade do estádio para 10.200 lugares e assina novamente contrato com a empresa Porto 5, para construção das novas arquibancadas. Entretanto a construção inicia somente em 2018, com previsão de término para o mês de maio de 2018.
No início de 2019, a arquibancada norte do estádio fica pronta, ficando assim, concluídos dois módulos do novo estádio. A capacidade aumenta novamente para 13 mil lugares. Com a conclusão da arquibancada da segunda goleira, a obra migra para a arquibancada oeste. Foram retiradas parte das arquibancadas móveis para o início da construção do novo módulo.

## CT da Sanga Funda
Desde 1990, o Brasil planejava a construção de um centro de treinamento, proposta nomeada "Aldeia Xavante". O local inicialmente escolhido, aos fundos da Avenida Ferreira Viana em Pelotas, abrigaria um clube social e esportivo, voltado não só ao treinamento de futebol, mas ao oferecimento de serviços de entretenimento para sócios.
A proposta da "Aldeia Xavante" não avançou, mas em 2012 o projeto de construção de seu novo Centro de Treinamento foi finalmente colocado em prática. Visando propiciar uma estrutura adequada para formação de atletas e treinamento de profissionais, o Xavante iniciou as obras do "CT Xavante" em área localizada na avenida Ildefonso Simões Lopes em Pelotas, de 50 hectares, terreno este doado pelo patrono do clube, Érico Ribeiro.
A obra orçada em R$4 milhões ainda não foi finalizada, mas em 2014, o clube aprovou a realização de obras tanto no Estádio Bento Freitas quanto na obra do CT Xavante, com a construção de cinco gramados suplementares, alojamentos e vestiários.
Em 2017, as obras tiveram mais forças, com a melhoria do campo principal e a compra de materiais de construção para o início do cercamento em volta do terreno e o início da estrutura onde ficará as salas de academia, musculação, etc. No mesmo ano, o clube começou a utilizar um de seus campos, para treinamentos da equipe principal.

## CFA Xavante
O clube também possui um Centro de Formação de Atletas, localizado no bairro Fragata, que é onde as suas categorias de base mandam seus jogos e onde treinam para suas competições. A equipe principal também desfruta do CFA, que abriga muito bem também os profissionais, quando há necessidade. Em janeiro de 2017, ano da reativação das categorias de base do Xavante, o Brasil e o Fragata Futebol Clube (time de futebol juvenil da cidade de Pelotas, que tem como dono o ex-jogador da Seleção Brasileira, Émerson da Rosa) fecharam um acordo sobre a locação da antiga casa fragatense por 5 anos ao clube Xavante.
A estrutura conta com 2 campos com tamanho padrão de estádios para jogos, um campo de futebol 7, alojamentos, área de lazer para momentos de descanso dos atletas, sala de jogos, lanchonete, área para churrasco, academias, sala de musculação, departamento médico, vestiários, refeitórios, estacionamento, cancha de futevôlei, praça para crianças e toda estrutura de um CT de times de elite do futebol brasileiro.